# Халими, Линдита
Линдита Халими (алб. Lindita Halimi, 24 марта 1989, Витина), широко известная как Lindita  — косовская певица и композитор. Стала известна после победы в шестом издании «Top Fest» с песней «Ëndërroja» (алб. мне приснилось).
В 2016 году она участвовала в последнем сезоне «Американского идола». Она вылетела после попадания в ТОП-51, когда будущий финалист Ля’Порша Рене лишила её места в ТОП-24. Линдита Халими представила Албанию на Евровидении 2017 с песней «Botë», после победы на 55-м «Festivali i Këngës». Она заняла 14 место в первом полуфинале, набрав 76 баллов, и не вышла в финал.

## Ранняя карьера
Линдита родилась в городе Вити на юге автономной республики Косово в Югославии. Она приняла участие в третьем сезоне Ethet (албанский Idol) и попала в ТОП-10. Она участвовала в Top Fest дважды, а в 2006 году она выиграла конкурс. Она выпустила несколько синглов, в основном баллады. В 2013 году переехала в Соединенные Штаты. В декабре 2014 года она вернулась, чтобы принять участие в 53-м Festivali i Këngës, где она финишировала третьей. Через два года она вернулась и выиграла Festivali i Këngës 55 с песней «Botë» (алб. мир), и получила право представлять Албанию на Евровидении 2017. В первом полуфинале она выступила четвёртой, получила 76 баллов, и заняла 14 место, что не позволило ей выйти в финал.

## Дискография

### Синглы
| Год  | Название                                | Альбом             |
| ---- | --------------------------------------- | ------------------ |
| 2007 | "Vetëm sytë e tu" (feat. Ngroba)        | Неальбомные синглы |
| 2008 | "Dallëndyshe" (feat. Ngroba)            | Неальбомные синглы |
| 2009 | "Ëndërroja"                             | Неальбомные синглы |
| 2009 | "Të dua vërtet"                         | Неальбомные синглы |
| 2009 | "Nuk të dorëzohëm" (feat. Эрти Хизмо)   | Неальбомные синглы |
| 2010 | "Më e forte se kurrë"                   | Неальбомные синглы |
| 2010 | "Supa Dupa Fly" (feat. Big D)           | Неальбомные синглы |
| 2010 | "Kur një ditë të kthehesh ti"           | Неальбомные синглы |
| 2010 | "All Mine" (feat. Нора Истрефи и Big D) | Неальбомные синглы |
| 2011 | "Ndihmë"                                | Неальбомные синглы |
| 2011 | "Kohën do ta ndal"                      | Неальбомные синглы |
| 2012 | "I Just Wanna"                          | Неальбомные синглы |
| 2014 | "S'të fal"                              | Неальбомные синглы |
| 2015 | "Cold World"                            | Неальбомные синглы |
| 2016 | "Come Thru"                             | Неальбомные синглы |
| 2017 | "Now"                                   | Неальбомные синглы |
| 2017 | "World"                                 | Неальбомные синглы |

## Награды и номинации
| Год  | Конкурс                 | Категория                 | Песня                         | Результат |
| ---- | ----------------------- | ------------------------- | ----------------------------- | --------- |
| 2006 | Top Fest 2006           | Основной конкурс          | «Enderroja»                   | Победа    |
| 2009 | Kënga Magjike 2009      | Лучшая рок-песня          | „Të dua vërtet“               | Победа    |
| 2010 | Nota Fest 2010          | Лучшие исполнители        | "Supa Dupa Fly" (feat. Big D) | Победа    |
| 2010 | Nota Fest 2010          | Основной конкурс          | "Supa Dupa Fly" (feat. Big D) | Вторая    |
| 2011 | Zhurma Show Awards 2011 | Лучшая танцевальная песня | „Kohen do ta ndal“            | Номинация |
| 2014 | Festivali i Këngës 53   | Основной конкурс          | „S’të fal“                    | Третья    |
| 2016 | Festivali i Këngës 55   | Основной конкурс          | "Botë"                        | Победа    |